# Macross Delta
Macross Delta (マクロスΔ?, Makurosu Deruta) è una serie televisiva anime prodotta da Satelight per la regia di Shōji Kawamori e Kenji Yasuda, andata in onda in Giappone dal 3 aprile al 25 settembre 2016. È la quarta serie ambientata nell'universo Macross, preceduta da uno special televisivo anime il 31 dicembre 2015. Quattro adattamenti manga hanno iniziato la serializzazione nel 2016 rispettivamente sulle riviste Monthly Shōnen Sirius, Magazine Special, Comic Rex e Comic Zero Sum. Una trasposizione letteraria a cura di Ukyō Kodachi, edita da Kōdansha, ha avuto inizio il 2 agosto 2016, mentre un videogioco per PlayStation Vita, intitolato Macross Delta Scramble, è stato sviluppato da Bandai Namco Entertainment e pubblicato il 20 ottobre 2016.